# 上葵涌官立中學
上葵涌官立中學（英語：Sheung Kwai Chung Government Secondary School），舊稱上葵涌官立工業中學，是香港一所已停辦的官立中學，於1972年創立。因應1997年工業中學教育改革，該校轉為文法中學，易名為「上葵涌官立中學」。
由於收生不足，此校已於2009年停辦，校址於五年後改為石籬天主教小學新校址。

## 歷史
此校於1972年創立，初年為工業中學，並名為「上葵涌官立工業中學」。同年11月7日，由立法局議員兼香港工業總會會長安子介主持此校揭幕典禮。
因應香港政府於1997年取消工業中學的政策，此校亦轉營為一般文法中學，並將校名「工業」二字除去。與此同時，亦增訂校訓為「進德修業」，並將學生組織由六社縮減為四社。
於1999年9月，此校中一部分級別試行以普通話教授中文科，成為全港首間普教中學校。然而，此校普教中試驗以失敗告終，自翌年起初中重新分設中文及普通話科。
由於適齡學童減少，加上自2000年代起此校曾發生數起嚴重打鬥案（例如2002年一名高中男生打傷教師，最後被判入勞教中心；另於2005年，五名參與三合會的學生因勒索不成，而打傷一名初中學生），導致學校生員流失更為嚴重，最後遭到殺校，並於2009年暑假停辦。

## 校舍
校舍位於葵涌石排街，鄰近石籬邨，佔地8,333平方米，屬非標準設計校舍，設有23間課室。

## 歷任校長
歷任校長列表如下：
|    | 中文姓名 | 英文姓名               | 任期           | 備註                       |
| -- | -------- | ---------------------- | -------------- | -------------------------- |
| 1  | 葉孔灝   | Mr. Ip Hung Hoe        | 1972年－1978年 | 創校校長，2012年逝世       |
| 2  | （無）   | Mr. E. J. Hackling     | 1978年－1982年 |                            |
| 3  | 潘煒棠   | Mr. Poon Wai Tong      | 1982年－1983年 | 後調至新界鄉議局大埔區中學 |
| 4  | 龍壽鏜   | Mr. Lung Sau Tong      | 1983年－1985年 |                            |
| 5  | 羅炳基   | Mr. Lo Ping Kay        | 1985年－1992年 |                            |
| 6  | 葉德滋   | Mr. Ip Tak Chi         | 1992年－1994年 |                            |
| 7  | 趙炳浩   | Mr. Chiu Ping Hoo      | 1994年－1995年 |                            |
| 8  | 周錫昌   | Mr. Chow Sik Cheung    | 1995年－1999年 |                            |
| 9  | 彭健威   | Mr. Pang Kin Wai       | 1999年－2004年 |                            |
| 10 | 蔡崇機   | Mr. Choi Sung Ki       | 2004年－2005年 | 後調至九龍工業學校         |
| 11 | 張吳玉枝 | Mrs. Cheung Ng Yuk Chi | 2005年－2007年 |                            |
| 12 | 李惠芬   | Ms. Lee Wai Fun        | 2007年－2009年 | 末任校長                   |